# Albert Montémont

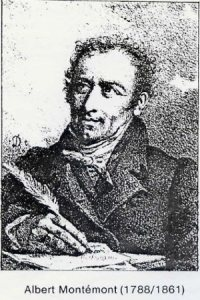
Albert Montémont

 Albert Étienne Montémont (* 20. August 1788 in Rupt-sur-Moselle in den Vogesen; † 31. Dezember 1861 in Paris) war ein französischer Schriftsteller, Reisender und Übersetzer. 
Er ist bekannt für seine zahlreichen Reiseberichte und dafür, dass er die gesammelten Werke von Walter Scott ins Französische übersetzt hat. In seiner Heimatregion ist er außerdem dafür bekannt, dass er eine Hymne auf sein Heimatdepartement, La Vosgienne, komponierte und die Association des Vosgiens de Paris gründete.
Eine vielbändige französische Universalbibliographie der Reisen, die seit den ersten Entdeckungen zu Wasser oder zu Land in den verschiedenen Teilen der Welt unternommen wurden erschien unter seiner Direktion.
Die zu Papua-Neuguinea gehörenden Montémont-Inseln wurde von Admiral Dumont d’Urville zu seinen Ehren benannt.

## Publikationen
- Lettres sur l’astronomie (1ère édition en 1823, trois autres éditions par la suite).
- Voyage aux Alpes et en Italie (1824).
- Direction de la collection «Bibliographie universelle des voyages effectués par mer ou par terre dans les diverses parties du monde depuis les premières découvertes» (51 volumes).
- Voyages pittoresques dans les cinq parties du monde (6 volumes avec cartes, 1828).
- Œuvres complètes de Walter Scott (traduites pour la première fois en français en 32 volumes).
- Voyage à Londres et ses environs.
- Nouveau tableau de Paris.
- Œuvres du capitaine Maryat.
- Grammaire générale ou philosophie des langues en dix langues comparées (1845).
- Odes d’Horace, traduction du latin en vers.
- Les plaisirs de l’expérience, Thomas Campbell ; traduction de l’anglais en vers
- Les plaisirs de la mémoire, de Samuel Rogers : traduction de l’anglais en vers
- Voyage à Dresde et dans les Vosges (1861)
- Onze volumes de poésies et de chansons.